# Alexej Pažitnov
Alexej Leonidovič Pažitnov (rusky Алексей Леонидович Пажитнов, v angl. přepisu Alexey Pajitnov, * 14. března 1956 Moskva) je počítačový inženýr a herní vývojář z Ruska, od roku 1991 žijící v USA. Proslavil se jako vynálezce počítačové hry Tetris, kterou vytvořil v 80. letech, když pracoval ve Výpočetním centru Sovětské akademie věd v Moskvě.

## Hry
| Název                                               | Rok  | Platformy                                                   | Poznámky                                                              |
| --------------------------------------------------- | ---- | ----------------------------------------------------------- | --------------------------------------------------------------------- |
| Tetris                                              | 1984 | Electronika 60, IBM PC                                      | původní myšlenka (spolupracovali Vadim Gerasimov a Dmitry Pavlovskij) |
| Welltris                                            | 1989 | Amiga, Atari ST, Commodore 64, DOS, Macintosh a ZX Spectrum | designér (spolupracoval Andrej Sgenov)                                |
| Faces                                               | 1990 | DOS, Macintosh                                              | námět (spolupracoval Vladimir Pochilko)                               |
| Hatris                                              | 1990 | TurboGrafx-16, Arcade, Game Boy a NES                       | námět                                                                 |
| Knight Move                                         | 1990 | Famicom Disk System (Japonsko)                              | námět                                                                 |
| El-Fish                                             | 1993 | DOS                                                         | námět (spolupracoval Vladimir Pochilko)                               |
| Wild Snake                                          | 1994 | Game Boy a Super NES                                        | designér                                                              |
| Knight Moves                                        | 1995 | Microsoft Windows                                           | námět                                                                 |
| Ice & Fire                                          | 1995 | Windows, Macintosh, PlayStation                             | námět (spolupracoval Vladimir Pochilko)                               |
| Tetrisphere                                         | 1997 | Nintendo 64                                                 | programátor                                                           |
| Microsoft Entertainment Pack: The Puzzle Collection | 1997 | Windows a Game Boy Color                                    | designér                                                              |
| Pandora's Box                                       | 1999 | Windows                                                     | designér                                                              |
| Hexic HD                                            | 2005 | Xbox 360 (nahrané na disku každého Xbox 360)                | designér                                                              |
| Dwice                                               | 2006 | Windows                                                     | designér                                                              |
| Hexic 2                                             | 2007 | Xbox 360 (prodává se přes Xbox Live Arcade)                 | designér                                                              |

## Ocenění
Alexej Pažitnov obdržel 7. dubna 2007 Game Developers Choice Awards First Penguin Award, která byla udělena za průlom ve hrách.